# Non scholae, sed vitae discimus
Non scholae, sed vitae discimus è una locuzione latina che significa: "Non impariamo per la scuola, ma per la vita", nel senso che s'impara non per la scuola o per un insegnante, ma per le occasioni e le difficoltà che s'incontreranno nella vita.
In realtà il detto originale era Non vitae, sed scholae discimus (Epistole a Lucilio, libri diciassettesimo-diciottesimo, 106, 12), in Seneca, e aveva il significato opposto, giacché Seneca non credeva all'utilità dell'insegnamento scolastico e perciò lo criticava: "Anche negli studi soffriamo d'intemperanza, come in ogni altra attività: non impariamo per la vita, ma per la scuola".
Questa frase è anche il motto di molte scuole nel mondo, spesso abbreviato in Non scholae, sed vitae.